# Souleymane Youla
Souleymane Youla (Conakri, Guinea, 29 de noviembre de 1982) es un futbolista guineano. También posee pasaporte turco. Juega de delantero.

## Selección nacional
Ha sido internacional con la Selección de fútbol de Guinea, ha jugado 14 partidos internacionales y ha anotado 7 goles.

## Clubes
| Club                      | País    | Año         |
| ------------------------- | ------- | ----------- |
| KSC Lokeren               | Bélgica | 1999-2000   |
| RSC Anderlecht            | Bélgica | 2000-2001   |
| Gençlerbirliği SK         | Turquía | 2001-2005   |
| Beşiktaş Jimnastik Kulübü | Turquía | 2005-2007   |
| FC Metz (cedido)          | Francia | 2006 - 2007 |
| Lille OSC                 | Francia | 2007- 2009  |
| Eskişehirspor (cedido)    | Turquía | 2008- 2009  |
| Eskişehirspor             | Turquía | 2009- 2010  |
| Denizlispor               | Turquía | 2010- 2011  |
| Sportkring Sint-Niklaas   | Bélgica | 2012- 2013  |
| Amiens SC                 | Francia | 2013- 2014  |
| R.F.C. Tournai            | Bélgica | 2014        |
| Budapest Honvéd           | Hungría | 2014-       |

- Datos: Q705578